# László Kerekes

Bischofswappen von László Kerekes

László Kerekes (* 23. Juli 1968 in Ghelința) ist ein rumänischer römisch-katholischer Geistlicher und Weihbischof in Alba Iulia.

## Leben
László Kerekes gehört der ungarischen Minderheit in Rumänien an. Er besuchte von 1984 bis 1986 das Knabenseminar in Alba Iulia und leistete anschließend bis 1987 seinen Militärdienst ab. Von 1987 bis 1990 studierte er am römisch-katholischen theologischen Institut in Alba Iulia und setzte seine Studien anschließend bis 1992 an der Theologischen Akademie und dem Zentralseminar in Budapest fort. Das Sakrament der Priesterweihe für das Erzbistum Alba Iulia spendete ihm Weihbischof György Jakubinyi am 16. Mai 1993 in seiner Heimatpfarrei.
Von 1992 bis 1994 studierte er Kanonisches Recht an der Saint Paul University in Ottawa und erwarb das Lizenziat. Während dieser Zeit arbeitete er zudem in der Seelsorge an Ungarisch sprechenden Gläubigen. Nach der Rückkehr in die Heimat übernahm er verschiedene Aufgaben in der Seelsorge, war Professor für Kanonisches Recht und Homiletik am Diözesanseminar von Alba Iulia und Mitarbeiter des kirchlichen Ehegerichts. Von 2000 bis 2004 studierte er erneut an der Saint Paul University und wurde in Kanonischem Recht promoviert. Seit 2004 war er Pfarrer in Târgu Secuiesc. Außerdem gehörte er dem Priesterrat und dem Kirchengericht des Erzbistums an.
Papst Franziskus ernannte ihn am 26. Mai 2020 zum Titularbischof von Tharros und zum Weihbischof in Alba Iulia. Der Erzbischof von Alba Iulia, Gergely Kovács, spendete ihm am 29. August desselben Jahres in der Basilika Unserer Lieben Frau von Șumuleu Ciuc die Bischofsweihe. Mitkonsekratoren waren dessen Amtsvorgänger György Jakubinyi und József Tamás, emeritierter Weihbischof in Alba Iulia.